# 원각사 (극장)
원각사(圓覺社)는 협률사 극장을 개조하여 1908년에 재개관된 근대식 극장으로, 창극(唱劇)이 주가 되고 잡가(雜歌)와 잡희(雜戱)도 공연한 국립 극장이다. 1908년 궁내부 대신 이용익(李容翊)이 내탕금(內帑金)으로 지금의 새문안교회 자리에 로마식 원형극장을 지었다. 1910년부터는 연설회장과 연희장으로 이용되었지만 1914년 화재로 소실되었다.

## 공연
판소리는 원래 고수의 북장단에 소리하던 독창이었으나, 원각사 시절에 약간의 무대장치로 배역마다 여러 인물이 출연하여 연기하며 분창(分唱)하는 창극이 처음 시작되었다. <춘향가>·<심청가> 등이 창극화되고, <귀의 성(鬼－聲)>· <치악산(雉岳山)> 등 신소설(新小說)이 극화되어 상연되었다. 창극에는 김창환·송만갑·이동백·김창룡·이화중선 등 많은 판소리 명창들이 출연하였고, 경서도창(京西道唱)과 재담에는 박춘재·문영수 등이 출연하였다. 원각사는 3년이 못되어 해산되고, 협률사·장안사·연흥사(延興社)·광월단(光月團) 등이 조직되어 광무대(光武臺)를 중심으로 지방공연에 주력하였다.
5명창의 한 사람인 김창환이 주석이 되고 직속 극단인 협률사를 통솔하였다. 이때, 여기서 상연된 작품으로는 <춘향전(春香傳)> <심청전(沈淸傳)> <배비장전(裵裨將傳)> <화용도(華容道)> 등이 있다.